# Paul London et Brian Kendrick
Palmarès
WWE Tag Team Championship (1 fois)
WWE World Tag Team Championship (1 fois)
Paul London et Brian Kendrick sont les membres d'une équipe de catch qui travaillaient à la World Wrestling Entertainment de 2002 à 2008 où ils ont été une fois WWE World Tag Team Champions et une fois WWE Tag Team Champions. Ils détiennent ensemble le record de la plus longue détention de ce dernier titre. Ils sont actuellement sur le circuit indépendant. Récemment, ils ont été considérés par la WWE comme étant une des plus grandes équipes de la fédération.

## Carrière
Avant de faire équipe ensemble dans la division SmackDown de la WWE, Paul London et Brian Kendrick (à l'époque appelé Spanky) étaient étudiants à la Texas Wrestling Academy de Shawn Michaels, sous la tutelle de Rudy Boy Gonzalez. À partir de ce moment, les deux s'en allaient à la Ring of Honor, où il s'affrontait occasionnellement l'un et l'autre.
Paul London et Brian Kendrick se sont affrontés à cinq reprises à la WWE avant de former une équipe ; Kendrick gagnant deux matchs simple, et London remportant le troisième et le fatal-four way (qui incluait aussi Kid Kash et Jamie Noble). Depuis qu'ils commençaient à faire équipe, ils ne se sont affrontés qu'à une seule occasion, le 5 janvier 2007 à SmackDown! dans le cadre du Beat The Clock Sprint, un match qui devenait nul après l'expiration de la limite de temps. Ils auront affronté de nombreuses équipes au sein de la WWE (entre autres les MNM, les Hardys où Deuce 'N Domino). Après leur passage à la World Wrestling Entertainment, Paul London & Brian Kendrick travaillent sur le circuit indépendant et se produisent plus particulièrement à la Pro Wrestling Guerilla en affrontant à plusieurs reprises les champions par équipe : les Young Bucks.

### Velocity (2002-2004)
Fin 2002, Kendrick était engagé par la World Wrestling Entertainment. Pour la première fois ensemble à la WWE, et les deux dans la division SmackDown!, mais au sein des shows de WWE Velocity, show secondaire de Smackdown pour les catcheurs de second rang, London et Kendrick débutaient leur travail en équipe. Ils apparaissaient principalement dans Velocity, jusqu'à ce que Kendrick quitte la fédération en février 2004. Ils auront eu de nombreuses rivalités notamment contre les Gymini, Nunzio & Vito ainsi que les Mexicools remportant ainsi la plupart de leurs matchs. Ils auront même une confrontation contre les MNM à Velocity 2006 qui devenait alors un PPV. Ce show sera remplacé plus tard par le retour de la ECW.

### Smackdown (2005-2007)

#### Rivalité avec les MNM
Kendrick revenait à l'été 2005, utilisant son vrai nom, et en septembre 2005 London et Kendrick reformaient une équipe. Ils étaient à partir de ce moment mis en avant différemment, dans des matchs courts alors qu'ils portaient désormais des vestes et masque pour leurs entrées sur le ring. Cette nouvelle image apportait une nouvelle vie à l'équipe, qui partait pour une rivalité impressionnante avec les champions par équipe, MNM (Johnny Nitro et Joey Mercury). Le 7 avril 2006 à SmackDown! London et Kendrick affrontaient les MNM, remportant une victoire dans un match ne comptant pas pour le titre. London et Kendrick continuaient leur série de victoires contre les champions, décrochant des victoires en simple, et menant ainsi à un match pour les ceintures à Judgment Day 2006, où London et Kendrick remportaient leur premier WWE Tag Team Championship en équipe (c'est le second règne de London sur ce titre et le premier de Kendrick pour un titre de la WWE).

#### Rivalité avec William Regal & Chuck Taylor
En septembre 2006, pendant un courte feud avec K.C. James (en) et Idol Stevens, London et Kendrick commençaient à se faire accompagner par une manager Ashley Massaro pour contrer James et la manager de Stevens Michelle McCool. Le 14 octobre 2006 ils battaient le record du règne le plus long de tous les temps pour le WWE Tag Team Championship, surpassant le précédent record des MNM d'environ 145 jours. À travers novembre, une storyline commençait à se développer avec London et Kendrick faisant des avances envers Ashley, provoquant ainsi de la jalousie et de la disension entre les deux, mais ceci était abandonné. L'équipe débutait une série de défaites face à William Regal et Dave Taylor, Regal battant London et Kendrick dans des matchs simples, Kendrick et London perdants contre eux un match par équipe ne comptant pas pour les titres le 8 décembre à SmackDown!.
Un match pour le titre entre les deux équipes était prévu au pay-per-view de décembre Armageddon 2006, mais était changé en fatal-four way Ladder match ladder match, impliquant aussi The Hardys (Matt et Jeff) et les MNM. Dans cette nouvelle opposition, London et Kendrick ont réussi à décrocher les ceintures pour conserver les titres. Un match revanche par équipe était accordé à Regal et Taylor deux semaines plus tard, London et Kendrick l'emportaient.

#### Rivalité avec Deuce 'N Domino
En février 2007, un match de l'échelle revanche de Armageddon était prévu pour No Way Out 2007. Cependant avant qu'il ne se déroule, London et Kendrick ont perdu deux matchs de suite (pas pour les titres) à SmackDown! face à l'équipe des nouveaux arrivants, Deuce 'N Domino. À la suite de ces deux revers de rang, la nouvelle équipe (kayfabe) se plaignait à la direction de la WWE sur le fait qu'ils se sentaient sous-estimés, demandant ainsi un match de championnat simple à No Way Out, ce qui s'est déroulé, London et Kendrick ont successivement remporté leur match face à Deuce 'N Domino. Leur règne de près d'un an arrivait cependant à une fin quand ils étaient battus par Deuce 'N Domino pour les titres le 20 avril 2007 à SmackDown à Milan. Ils laissaient bientôt tomber les masques après avoir perdu les titres.

### Raw (2007-2008)

#### Rivalité avec Lance Cade et Trevor Murdoch
London et Kendrick étaient draftés à RAW en tant que le premier choix du Draft Supplémentaire le 17 juin 2007, remportant leur premier match à RAW face à la World's Greatest Tag Team à la suite d'un Sliced Bread #2 sur Charlie Haas. Lors de l'édition de RAW du 3 septembre, ils battaient de nouveau la WGTT pour obtenir un match à Unforgiven 2007 pour le World Tag Team Championship. Deux jours plus tard, ils battaient Lance Cade et Trevor Murdoch pour les titres lors d'un house show en Afrique du Sud avant de les reperdre trois jours plus tard lors d'un autre house show en Afrique du Sud. Ils étaient de nouveau battus à Unforgiven.

#### Séparation et départ
Le 17 mars 2008, ils affrontent en match handicap, le samoan Umaga. Alors qu'ils se font dominer de bout en bout, Brian Kendrick quitte le ring et laisse London à la merci de leur adversaire. Il effectue un Heel Turn.
Lors du draft supplémentaire du 25 juin 2008, Kendrick est drafté à SmackDown, ce qui mettra fin à leur équipe au sein de la WWE. Dès lors, Kendrick arbore une nouvelle gimmick heel en se faisant appeler The Brian Kendrick. Il est accompagné sur les rings de SmackDown par Ezekiel Jackson. Paul London est libéré de son contrat le 7 novembre 2008 suit à un désaccord avec le staff. Le 31 juillet 2009, la WWE remercie Brian Kendrick à son tour, n'ayant aucun projet le concernant.

### Reformation sur le circuit indépendant (2010-...)
À partir de 2010, l'équipe fait quelques apparitions occasionnelles sur le circuit indépendant. Le 30 janvier 2010, ils battent les champions par équipes de l'époque, les Young Bucks à la PGW à l'occasion du WrestleReunion 4. Le 27 mars 2010, Londrick fait une apparition à la Dragon Gate USA. Ils se réunissent une nouvelle fois le 4 octobre 2012 au First Family Wrestling Entertainment pour y affronter cette fois les Young Bucks et Petey Williams, en compagnie de Jay Lethal. Ils remportent à nouveau le match. Les deux équipes se ré-affrontent deux jours plus tard au premier show House of Hardcore où Londrick gagne une énième fois. Ils connaissent leur première défaite contre les Young Bucks le 23 juin 2013 à House of Hardcore 2. L'équipe a récemment été interviewé par le magazine français Planète Catch. Le 9 aout 2013, Londrick perd contre Johnny Gargano et Chuck Taylor lors du show Battle of Los Angeles 2013 de la PWG. Ils sont annoncés pour un show de la Pro Wrestling Allstars, une fédération flamande, le 11 octobre à Hemiksem nommé Collison Course . Ils seront pour la première fois sur le sol français à l'occasion d'un show de la Ouest-Catch nommé Ouest Catch Pop le 8 novembre prochain, dans les cotes d'Armor.

## Palmarès
- Insane Championship Wrestling
  - 1 fois ICW Tag Team Championship[7]

- World Wrestling Entertainment
  - 1 fois WWE Tag Team Championship en 2006[2],[8]
    - Second règne le plus long de l'histoire du titre (334 jours) depuis son apparition en 2002 ; cinquième règne par équipe le plus long dans l'histoire de la WWE.

  - 1 fois WWE World Tag Team Championship en 2007[9]

- Pro Wrestling Illustrated
  - PWI Tag Team of the Year 2006 : 2emes
  - PWI Tag Team of the Year 2007 : 1ers[10]